# Hyoscyamus niger

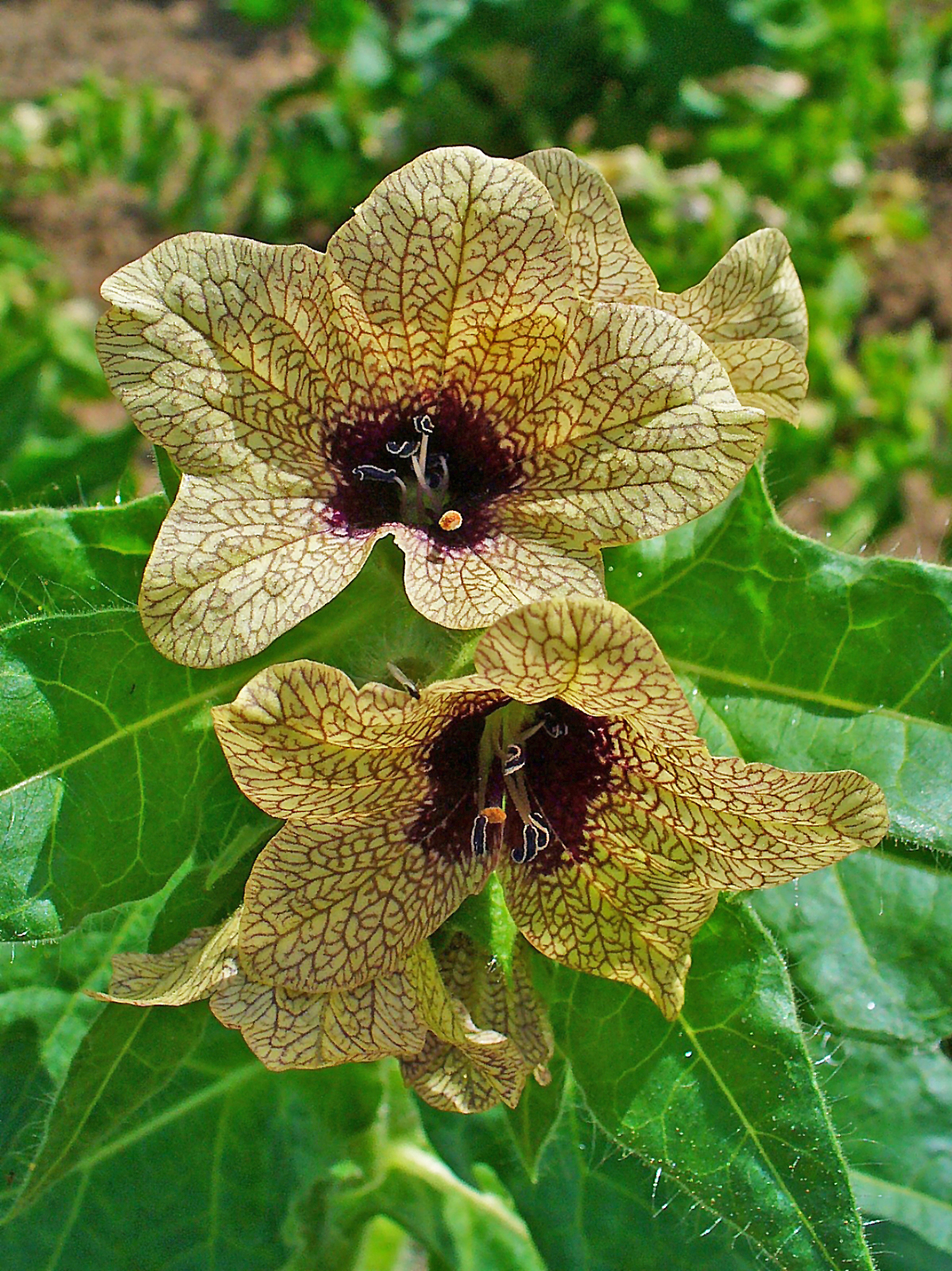
Detalhe da flor

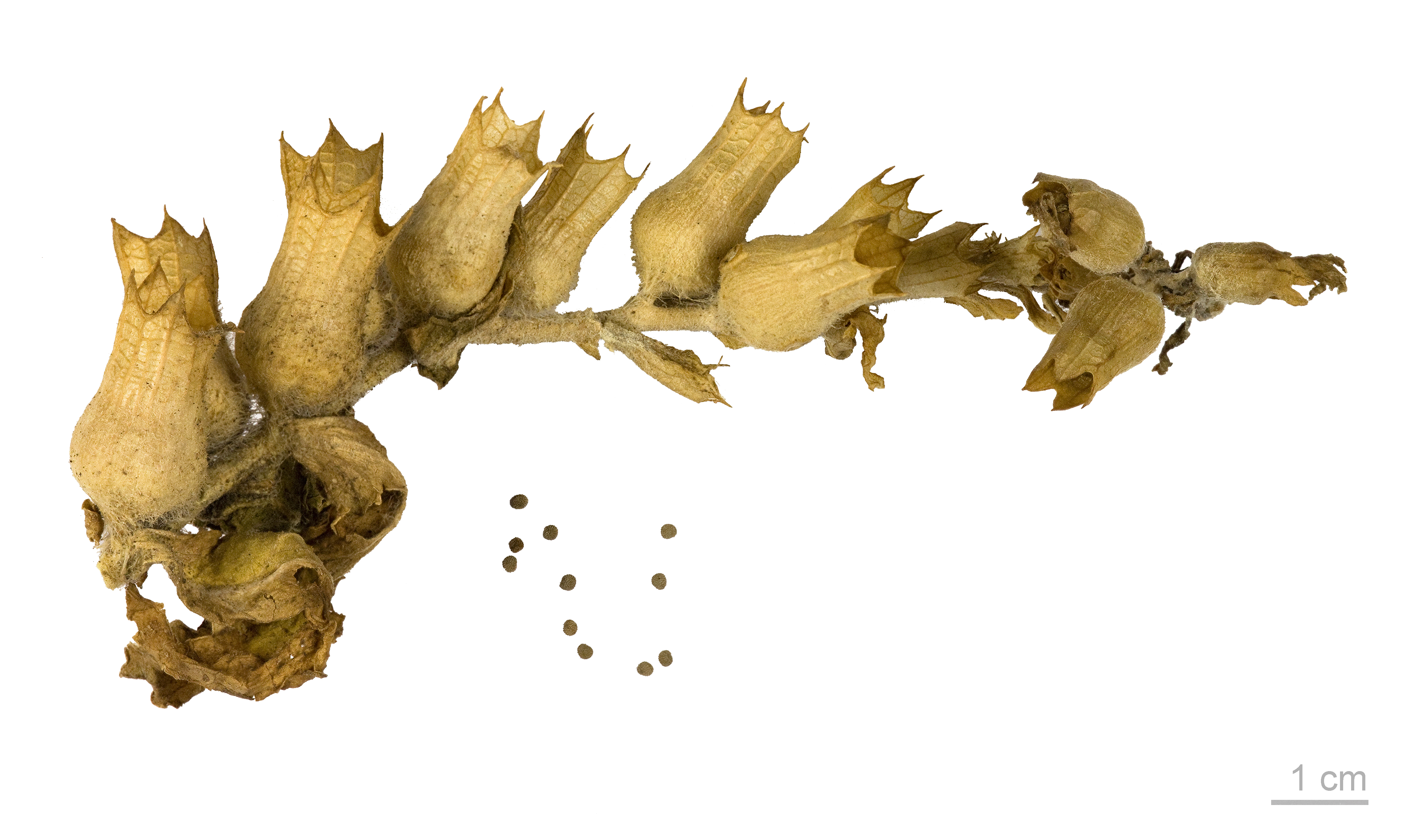
Hyoscyamus niger - MHNT

Hyoscyamus niger L., conhecida pelos nomes comuns de meimendro-negro, beleno, cardo-beleno, ou cardo-meleno, é uma espécie de fanerógama pertencente à família das solanáceas com distribuição natural em toda a Europa, Ásia Central, Ásia Ocidental e América do Norte. Prefere terrenos arenosos, áreas ruderalizadas, taludes, terraplenos e bermas de estradas.

## Descrição
Hyoscyamus niger foi descrita por Lineu e publicado em Species Plantarum 1: 179–180, no ano de 1753. É uma planta herbácea, anual ou bienal, robusta, com 0,4-1,0 m de altura e odor desagradável. As folhas são grandes, alternas, dentadas e agudas, de cor verde pálido, com tricomas robustos.
As flores são de cor amarelo-ocre com venações de cor violeta ou acastanhadas na sua base. O fruto, em forma de cápsula, é um pixídio com duas câmaras separadas por um tabique mediano. Cada fruto encerra numerosas sementes milimétricas, de contorno tri-quadrangular, aplanadas, de cor castanho, recobertas de pequenas protuberâncias de forma irregular. O número de cromossomas da espécie e seus taxa infra-específicos é 2n=34.
As folhas e sementes contêm os alcalóides tropânicos escopolamina (mais de 50%), hiosciamina, atropina e abundantes flavonoides, entre os quais rutósido.
H. niger é uma planta venenosa devido à elevada concentração e diversidade de alcalóides que contém, entre os quais a hiosciamina, um poderoso princípio activo que em doses elevadas se converte em narcótico. Essa riqueza em alcalóides levou a que a planta seja usada em medicina tradicional e em homeopatia (como calmante). Foi utilizada como afrodisíaco, sendo o principal componente dos "filtros de amor" medievais.
Extractos da planta são utilizados sob controlo médico para tratar delirium tremens, epilepsia, insónia, terrores, bronquite e asma, entre outras afeções.

## Sinónimos
Os sinónimos desta espécies são:
- Hyoscyamus agrestis Kit. ex Schult.
- Hyoscyamus auriculatus Ten.
- Hyoscyamus bohemicus F.W.Schmidt
- Hyoscyamus lethalis Salisb.
- Hyoscyamus niger var. annuus Sims
- Hyoscyamus niger var. chinensis Makino
- Hyoscyamus officinarum Crantz
- Hyoscyamus pallidus Waldst. & Kit. ex Willd.
- Hyoscyamus persicus Boiss. & Buhse
- Hyoscyamus pictus Roth
- Hyoscyamus syspirensis K.Koch
- Hyoscyamus verviensis Lej.
- Hyoscyamus vulgaris Neck.[6]